# Azteca alfari
Azteca alfari este o specie de furnică din genul Azteca. Descrisă de Carlo Emery în 1893, specia este larg răspândită în Mexic, America de Sud și Centrală. Această furnică are o relație mutualistă cu un copac, Cecropia.  Numele specific alfari onorează un zoolog costarican, Anastasio Alfaro.

## Distribuție și habitat
Azteca alfari este originară din neotropicele tropicale și subtropicale. Gama sa se extinde de la Mexic la Bolivia, Paraguay și nordul Argentinei. Este obligatoriu simbiont de arbori veșnic verzi din genul Cecropia, formând colonii în tulpinile goale. Acești copaci cresc în zonele joase umede din pădurile tropicale de câmpie, în pădurea riverană, în Cerrado, și în păduri secundare.